# Giải pháp kỹ thuật
Giải pháp kỹ thuật là (đối tượng được bảo hộ dưới danh nghĩa là sáng chế) là tập hợp cần và đủ các thông tin về cách thức kỹ thuật và/hoặc phương tiện kỹ thuật nhằm giải quyết một nhiệm vụ (một vấn đề) xác định.
Giải pháp kỹ thuật có thể thuộc một trong các dạng sau đây:
- Sản phẩm gồm có: Sản phẩm dưới dạng vật thể như dụng cụ, máy móc, thiết bị, linh kiện, mạch điện... hoặc sản phẩm dưới dạng chất thể như: vật liệu, chất liệu, thực phẩm, dược phẩm,... hay các sản phẩm dưới dạng vật liệu sinh học như: gen, thực vật/ động vật biến đổi gen,...
- Quy trình :(quy trình công nghệ, phương pháp chẩn đoán, dự báo, kiểm tra, xử lý,...) được thể hiện bằng một tập hợp các thông tin xác định cách thức tiến hành một quá trình, một công việc cụ thể được đặc trưng bởi các dấu hiệu (đặc điểm) về trình tự, điều kiện, thành phần tham gia, biện pháp, phương tiện thực hiện các thao tác nhằm đạt được một mục đích nhất định.